# Historia Ostrołęki
Historia Ostrołęki

## Początki miasta
Początków dzisiejszej Ostrołęki można upatrywać w osadzie targowej z piastowskim grodem obronnym z X wieku istniejącym w rejonie wsi Nowy Susk położonej ok. 6 km na południowy wschód od miasta. Odkryto tam w 2008 roku duży ośrodek rzemieślniczy, w pobliżu którego znajdował się otoczony fosą i wałami o wysokości czterech metrów gród mający około 90 metrów średnicy. Po zniszczeniu grodu, nastąpiła prawdopodobnie przerwa w osadnictwie, po czym lokowano nowe miasto w pobliżu dawnego grodu.
Na obecnych terenach miasta istniało grodzisko – mały gród obronny pochodzący z XII lub XI w. Prawdopodobnie stanowił on ogniwo w łańcuchu nadnarwiańskich grodów (pozostałe znajdowały się w Starej Łomży, Nowogrodzie, Różanie i Pułtusku). Wokół gródka powstała osada rzemieślniczo-handlowa będąca zalążkiem dzisiejszej Ostrołęki.
Dokładne dane na temat założenia miasta Ostrołęki nie istnieją. Wiadomo natomiast, iż pierwszym dokumentem, który wspomina o Ostrołęce był przywilej księcia mazowieckiego Siemowita III, który został wydany w Wyszogrodzie 12 maja 1373 roku. Tym dokumentem książę ustanowił formalnie Świętosława Romę wójtem Ostrołęki, co oznaczało niejako nadanie Ostrołęce praw miejskich.

## Ostrołęka w XV i XVI wieku

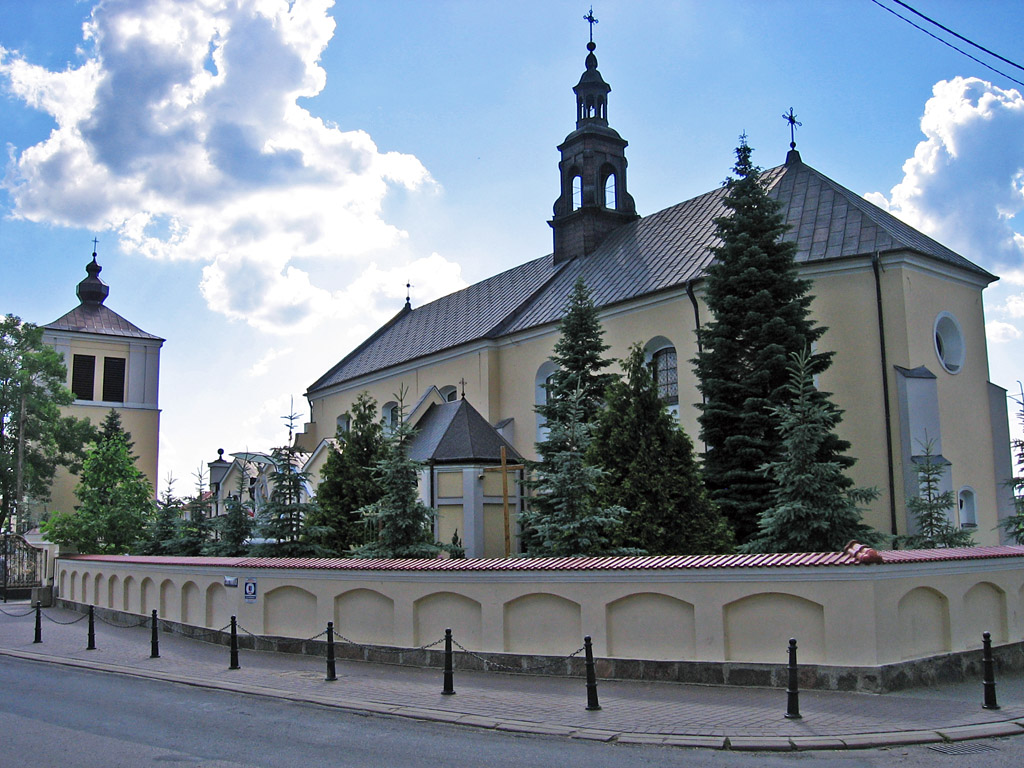
Kościół farny obecnie

Na początku XV wieku Ostrołęka stała się ważnym centrum ekonomicznym i handlowym. Przyczyniło się do tego m.in. położenie miasta – na skraju puszczy, koło przeprawy przez Narew i na ważnym szlaku handlowym (m.in. trakt Warszawa – Wilno). Wymianę handlową prowadzono przede wszystkim z zakonem krzyżackim. Handel rozwinął się po zawarciu tzw. statutów piotrkowskich, udostępniających Narew do swobodnych transportów kupieckich. W 1502 r. książę Konrad III Rudy nadał szewcom ostrołęckim przywilej ustanawiający cech szewski. Stał się on podstawą rozwoju najliczniejszego w Ostrołęce rzemiosła, które 60 lat później reprezentowane było przez 34 szewców (członków cechu). W latach 90. XV wieku powstała w Ostrołęce pierwsza szkoła, a w 1399 r. książę Janusz ufundował kościół farny, który jest do dziś najstarszym zabytkiem miasta.
Przełomowy okazał się rok 1526, kiedy to reszta ziem Księstwa Mazowieckiego, w tym również Ostrołęka, została włączona do polskiej Korony i oddana pod władanie królowej Bonie. Rozpoczął się wówczas „Złoty wiek Ostrołęki” – szybki rozwój miasta, który trwał 40 lat. W tym czasie królowa obdarzyła miasto licznymi przywilejami; ufundowała m.in. folwark – duże gospodarstwo rolne zwane „Pomian”. Pomian do dziś jest częścią Ostrołęki. Pod koniec XVI w. Ostrołęka stanowiła duży administracyjny dystrykt, liczący 1980,5 km².
Nie obyło się jednak bez tragicznych wydarzeń. Rok 1563 przyniósł miastu dwie duże katastrofy – epidemię oraz pożar, który spustoszył większość budynków miasta. Ogień i zaraza zniszczyły praktycznie cały dorobek Ostrołęki, na który tak mozolnie pracowano w ciągu dwóch poprzednich stuleci. W 1571 r. kolejna epidemia spowodowała wyludnienie miasta i okolicznych wiosek. Tym samym krótkie czasy świetności dobiegły końca.

## Ostrołęka w czasachpotopu szwedzkiego
Z katastrof, jakie nawiedziły miasto w XV i XVI wieku, Ostrołęka szybko się otrząsnęła. Ponowny wzrost gospodarczy trwał do połowy XVII w., aż do roku 1656, kiedy to miasto zostało zaatakowane przez Szwedów. W czasach „potopu” Ostrołęka została prawie całkowicie zniszczona. Liczyła wówczas tylko 400 mieszkańców. Niedługo po potopie szwedzkim powstał klasztor i kościół w stylu barokowym (kościół św. Antoniego) oraz zakon bernardynów. W początkach XVIII w., w czasach „III wojny północnej”, miasto zostało ponownie zniszczone. Powodem były liczne walki w mieście i okolicach oraz przemarsze polskich, rosyjskich i szwedzkich wojsk.

## Ostrołęka w czasachinsurekcji kościuszkowskiejizaboru pruskiego(1796-1806)
W 1793 r. w Ostrołęce stacjonował sztab 1 brygady wraz z 10 szwadronem wielkopolskiej kawalerii narodowej dowodzonej przez brygadiera Antoniego Madalińskiego. Stąd, po zatwierdzeniu II rozbioru Polski, kiedy to zamierzano przeprowadzić redukcję wojsk polskich, Madaliński wyruszył na czele zgromadzonych szwadronów w kierunku Krakowa, dając tym hasło do wybuchu insurekcji kościuszkowskiej.
Mieszkańcy miasta przez ponad pół roku skutecznie opierali się atakom wojsk pruskich. W okresie insurekcji miasto poniosło znaczne straty w ludziach i budynkach. Zostało też obciążone dużymi podatkami związanymi z utrzymaniem wojsk. Wiele akcji mieszczan i Kurpiów świadczy o wysokim zaangażowaniu tutejszej ludności w sprawy ogólnonarodowe. Zrodzenie tak silnych uczuć patriotycznych wynikało z reform Sejmu Czteroletniego i prawie całkowitego zrównania mieszczan w prawach ze szlachtą.
Po III rozbiorze Polski miasto weszło w skład zaboru pruskiego, stając się jednym z ośrodków miejskich Prus Nowowschodnich. Rozpoczęto m.in. wdrażanie pruskich rządów (sądy, podział administracyjny, język). Ostrołęka znowu zyskała szansę rozwoju, znajdując się na nowo utworzonej trasie handlowej nad Narwią. W tym czasie rozwinęła się również specyficzna gałąź przemysłu – burszytniarstwo. Bursztyn dostarczany był do Ostrołęki w dużych ilościach przez okolicznych Kurpiów. Dlatego też w 1798 roku w mieście powstała bursztyniarnia. Rządy pruskie w mieście trwały 11 lat.

## Ostrołęka w czasachwojen napoleońskich
Na przełomie lat 1806–1807 Ostrołęka była okupowana przez Rosjan. 16 lutego 1807 r. została stoczona bitwa między wojskami francuskimi a rosyjskimi. Francuzi odnieśli w niej zwycięstwo upamiętnione wyryciem nazwy Ostrołęki na Łuku Triumfalnym w Paryżu (inne polskie nazwy miejscowości tam wyryte to Elbląg, Gdańsk i Pułtusk).
Miasto i przedmieścia znajdowały się na linii frontu przez niemal pół roku, co stanowiło bardzo duże obciążenie. Było ono nieustannie przedmiotem ataków ze strony wojsk francuskich i rosyjskich, co w efekcie powodowało ogromne zniszczenia. Po utworzeniu Księstwa Warszawskiego Ostrołęka stała się miastem powiatowym departamentu płockiego.

## Rozwój miasta w czasachKrólestwa Polskiego(do 1830 r.)
Ożywienie gospodarcze nastąpiło pod koniec XVIII wieku dzięki osadnictwu w Zielonej Puszczy i potwierdzeniu przywilejów rzemieślniczych. Rozwój miasta, zapoczątkowany w roku 1789 przyniósł m.in. powstanie mostu na Narwi. Do ostrołęckiego starostwa należało wówczas 67 wsi, wójtostwo Omulew i trzy folwarki: Dylewo, Budne (województwo mazowieckie) i Łątczyn. W Królestwie Polskim Ostrołęka została miastem powiatowym.
Na początku XIX w. opracowano plan regulacyjny, rozpoczęto budowę manufaktury włókienniczej i osady rękodzielniczej na prawym brzegu Narwi pomiędzy ujściem Omulwi, a drogą do Myszyńca. W 1825 r. na prawym brzegu Narwi została wydzielona działka rękodzielnicza nazywana Nowym Miastem, utworzono park spacerowy, a w 1826 r. wydzielono rejon żydowski w południowo-wschodniej części miasta. Przez Ostrołękę przebiegała wówczas droga z Warszawy do Petersburga. W roku 1829 Ostrołęka wraz z przedmieściami liczyła 2036 mieszkańców.

## Ostrołęka w czasie powstania listopadowego

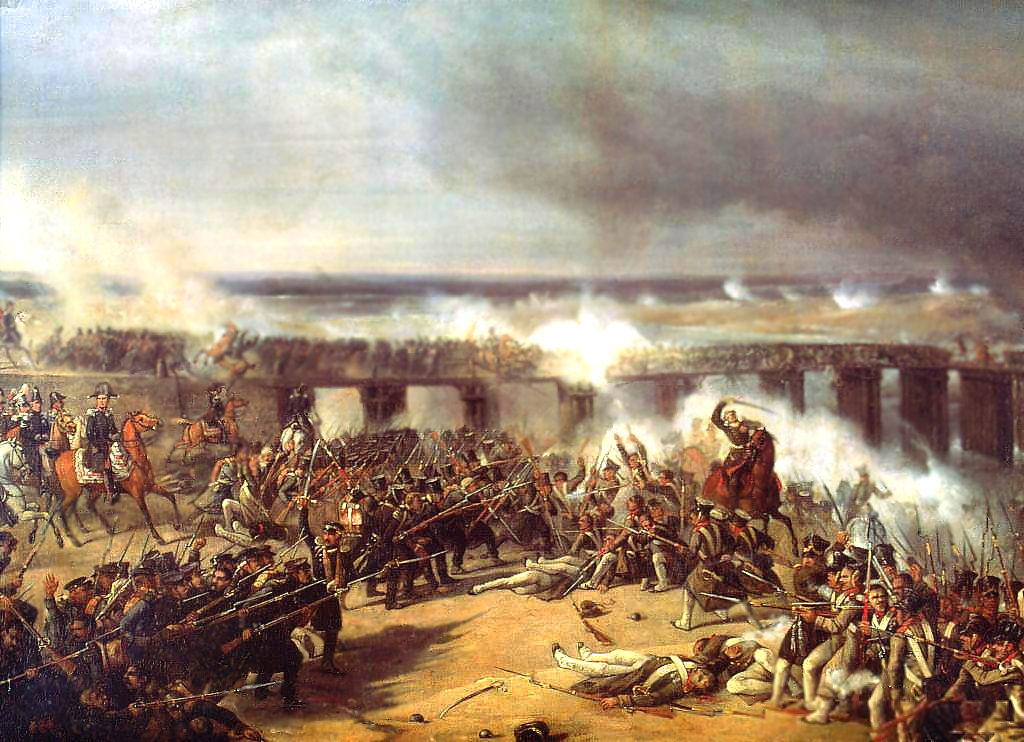
Bitwa pod Ostrołęką dnia 26 maja 1831 roku autorstwa Karola Malankiewicza

W czasie powstania listopadowego pod Ostrołęką miała miejsce jedna z najbardziej krwawych bitew. 26 maja 1831 r. doszło do starcia wojsk polskich pod dowództwem gen. Jana Skrzyneckiego z armią rosyjską dowodzoną przez Iwana Dybicza. Do ostatecznego rozbicia wojsk polskich nie dopuścił ppłk Józef Bem, dzięki szarży czwartej baterii artylerii lekkokonnej, którą osobiście dowodził. W wyniku bitwy nastąpiło całkowite zniszczenie prawobrzeżnej osady oraz duże zniszczenie miasta lewobrzeżnego. Bitwa pod Ostrołęką rozpoczęła okres upadku powstania. W bitwie zginęło ponad 6000 żołnierzy polskich, w tym duża liczba Kurpiów.

## Ostrołęka w latach 1831–1918

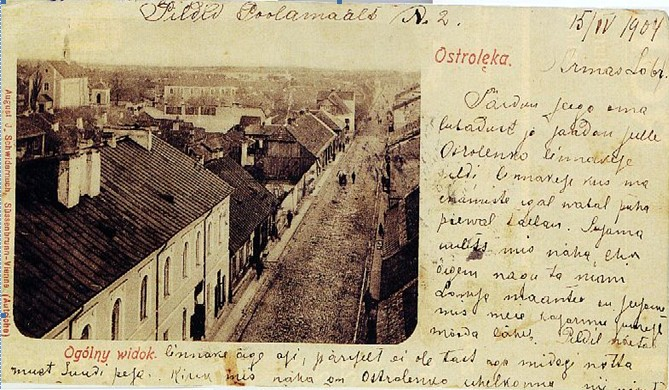
Ostrołęka na pocztówce z 1904 r.

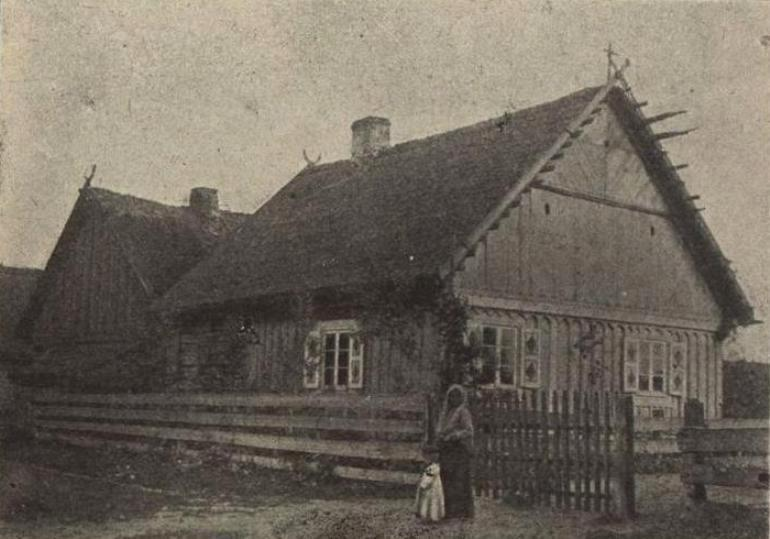
Chata kurpiowska w roku 1913

Po wojnie polsko-rosyjskiej Ostrołęka była jednym z najbardziej zniszczonych miast. Poważnym zniszczeniom uległy wówczas kościół farny, klasztor i kościół bernardynów. Mimo dużych strat miasto pozostało ośrodkiem powiatu i obwodu województwa a później guberni płockiej. Ostrołęka znacznie zbiedniała, co widoczne było wśród mieszkańców. Upadły prawie wszystkie zakłady rzemieślnicze, a te które pozostały, produkowały jedynie na potrzeby lokalne. Wyjątek stanowiły produkty ostrołęckiej bursztyniarni, które znane były wówczas nie tylko w Rosji, ale i w całej Europie. Z racji bliskości granicy pruskiej znacznie wzrósł przemyt (koni do Prus, a z Prus artykułów przemysłowych). Miasto z upadku dźwigało się bardzo powoli mimo refundacji otrzymanych ze skarbu carskiego. Kiedy w 1848 r. W Europie panowała Wiosna Ludów, Ostrołęka przeżywała liczne przemarsze wojsk rosyjskich. Cara niepokoił fakt wystąpień w Niemczech i w Poznańskiem.
17 października 1848 r. w Ostrołęce urodził się Wiktor Gomulicki, powieściopisarz, poeta i dramaturg. Zasłynął on również z tłumaczeń z francuskiego dzieł Wiktora Hugo. W 1847 r. wzniesiony został pomnik upamiętniający zwycięstwo wojsk rosyjskich w bitwie pod Ostrołęką. Na początku siódmego dziesięciolecia w Ostrołęce, jak i w innych miastach polskich, powstał ruch patriotyczny.
W czasie powstania styczniowego w okolicy Ostrołęki nie odbywały się większe walki. Wynikało to głównie z umieszczenia w mieście dużych oddziałów rosyjskich w obawie przed wystąpieniami Kurpiów. Od 1865 roku naczelnikiem powiatu zawsze był Rosjanin. Burmistrz Polak nie miał właściwie żadnej władzy; wykonywał on jedynie zalecenia naczelnika. W 1864 roku pod naciskiem władz rosyjskich bernardyni opuścili miasto, a budynki klasztorne przeszły pod władzę proboszcza. W latach 70. XVIII wieku w Ostrołęce został ulokowany duży garnizon wojskowy. W latach 90. Ostrołęka przeżyła bardzo szybki napływ ludności, z powodu dużego zapotrzebowania na siłę roboczą (stawiano w tym czasie dużo nowych budynków).
Na przełomie wieków w Ostrołęce zawiązała się działalność konspiracyjna, powstawały oddziały partii politycznych. W listopadzie 1904 r. w Ostrołęce strajkowali robotnicy. Były to jedne z pierwszych demonstracji, które wkrótce objęły całą Polskę. Na początku XIX w. powstała w mieście cerkiew, co było propagandowym akcentem carskiej władzy. Do czasów I wojny światowej miasto rozwinęło się nieco, ale nadal zostało małym, prowincjonalnym miasteczkiem na uboczu.

## Ostrołęka w czasie I wojny światowej

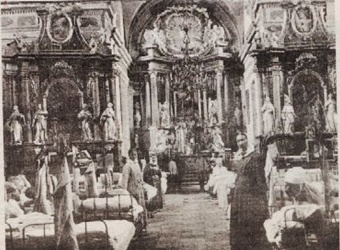
Wnętrze kościoła pw. św. Antoniego służącego za szpital polowy w czasie I wojny

I wojna światowa zburzyła monotonne życie miasta. Z racji obecności granicy niemieckiej Ostrołęczanie już w pierwszych dniach wojny przygotowywali się na nadejście Niemców i wysiedlenia. Liczne rekwizycje, przymus kopania okopów znacznie zubożyły ludność, spowodowały wzrost cen artykułów pierwszej potrzeby i ogólne zubożenie miasta. W 1915 r. działania wojenne na terenie Królestwa Polskiego nasiliły się. W lipcu miasto znalazło się na linii frontu, a w sierpniu 1915 r. Niemcy wkroczyli już do doszczętnie zniszczonego miasta. W czasie okupacji niemieckiej w Ostrołęce żyło się równie ciężko jak w czasie zaboru rosyjskiego. 
Niemieccy okupanci, którzy zajęli miasto w 1915 r., trzy lata później zelektryfikowali Ostrołękę i odbudowali część budynków, przede wszystkim na własne potrzeby. W latach 1916–1918 Niemcy silnie eksploatowali tereny Puszczy, wywożąc stąd głównie drewno. Aby ułatwić sobie transport zbudowali 40 km odcinek szosy Ostrołęka – Myszyniec i linię kolejki wąskotorowej do Prus. W 1918 roku w czasie rozbrajania Niemców doszło do pewnego incydentu. 700-osobowy oddział piechoty stacjonujący w Wojciechowicach nie chciał oddać broni i żądał zapewnienia sobie bezpiecznego odprowadzenia do granicy z bronią w ręku, grożąc zniszczeniem miasta i odcinka drogi. Ostatecznie odmaszerował zabierając część broni ze sobą. Tak skończył się ciężki okres I wojny światowej.

## Ostrołęka w czasiedwudziestolecia międzywojennego

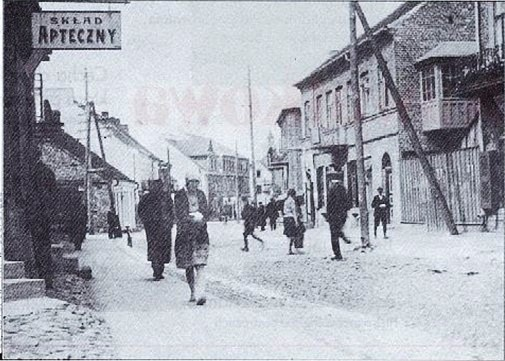
ul. 11 Listopada (obecnie Głowackiego) w okresie po I wojnie światowej

Po I wojnie światowej miasto znalazło się w województwie białostockim. Pierwsze 2 lata niepodległości były dla mieszkańców „walką o chleb i dach”, w dosłownym tego słowa znaczeniu. Straty wojenne w Ostrołęce obliczono na 75% (budynków i innego mienia).
Na początku lat 20. miasto zamieszkiwane było przez ok. 9500 ludzi, z czego ponad 3 tys. stanowiła ludność żydowska.
Kiedy w 1920 r. Armia Czerwona zaatakowała Polskę, Ostrołęka znów znalazła się na szlaku działań wojennych. Po wkroczeniu bolszewików do miasta w sierpniu 1920 r. rządy objął Tymczasowy Komitet Rewolucyjny. Trwało to zaledwie kilkanaście dni, gdyż po wygranej przez Polaków bitwie o Warszawę Armia Czerwona zaczęła się wycofywać. 24 sierpnia do Ostrołęki powróciły władze powiatowe i miejskie. Wkrótce po tym miasto wróciło do normalnego trybu życia. 
W 1924 r. chłopi z okolicznych wsi, wzburzeni brutalnym ściąganim podatków i licznymi licytacjami majątków chłopskich, zajmują miasto. Zdemolowane zostają urzędy i spalone akta urzędowe. Jedynie namowy przybyłych na miejsce posłów PSL "Wyzwolenie" i PPS zapobiegły poważniejszym rozruchom. Chłopi rozeszli się do swoich domostw. Jednak, wbrew zapewnieniom, skutkiem ataku na Ostrołękę było skazanie przez sądy kilkudziesięciu uczestników zajść.
W 1923 roku powstało kino. W 1924 r. odbudowano ratusz. W 1928 r. powstała elektrownia, która była systematycznie rozbudowywana. Planowano również zbudować pomnik ku czci poległych w czasie bitwy pod Ostrołęką. Niestety z powodu braku funduszy budowa mauzoleum nie została ukończona. Natomiast zbudowano inny pomnik – poświęcony gen. Józefowi Bemowi, który odsłonięto w 100. rocznicę bitwy. W latach 1934–1939, w czasie dużego wzrostu koniunktury, Ostrołęka została znacznie rozbudowana. Powstawały bulwary nad Narwią, aleje w mieście, sadzono setki drzew. Wysiłkiem władz miasta wspieranym powszechnie przez mieszkańców odgruzowano miasto, przeprowadzono remonty budynków, odbudowano ratusz, zbudowano łaźnię. Otwarte zostały cztery szkoły powszechne oraz 8-klasowe państwowe Gimnazjum Męskie im. Króla Stanisława Leszczyńskiego, 8-klasowe Gimnazjum Żeńskie, a w 1921 r., głównie staraniem doktora J. Psarskiego, Szkoła Rzemieślniczo-Przemysłowa. 
W 1929 w Ostrołęce był jeden kościół i klasztor katolicki oraz synagoga.
Pierwsza synagoga została zbudowana na początku XIX wieku. Był to budynek drewniany. Spalił się podczas powstania listopadowego. W 1856 zakończono budowę nowej, tym razem murowanej bożnicy. Podczas I wojny światowej (1915) została spalona i pozostawała w ruinie do 1916. W tym samym miejscu, w latach 1916–1918 wybudowano nowy budynek. W czasie okupacji, Niemcy, urządzili w nim magazyn i warsztaty. Obecnie nie istnieje.
W 1936 r. nastąpiła zmiana granic administracyjnych miasta, zmianie wówczas uległy także granice województw. Ostrołęka życie w II Rzeczypospolitej zakończyła już w województwie warszawskim.

## Ostrołęka w czasieII wojny światowej

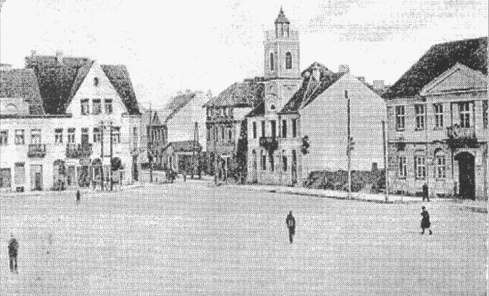
Rynek ostrołęcki w czasie II wojny (obecny plac Bema)

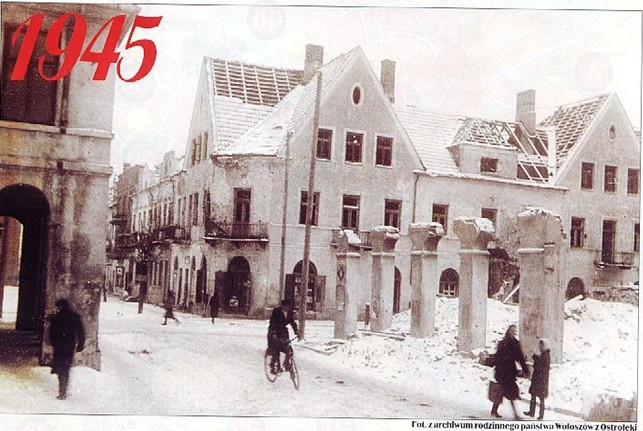
Ostrołęka w 1945 r.

Już od czerwca 1939 roku na odcinku 10 km wzdłuż Narwi po obu stronach Ostrołęki budowano umocnienia i schrony. Od momentu wybuchu wojny w Ostrołęce mieszkańcy pospiesznie przygotowywali się do opuszczania miasta. W pierwszych dniach wojny prawie cała tutejsza ludność opuściła Ostrołękę, chroniąc się w jej okolicach. Ewakuowano też Radę Miasta.
Wojska niemieckie właściwie bez oporu dotarły pod Ostrołękę i zajęły ją 10 września. Na szczęście dla miasta zniszczone zostały jedynie 2 tartaki w jego pobliżu. Od 1940 r. Ostrołęka została przemianowana na Scharfenwiese i stała się siedzibą władz okupacyjnych małego regionu ostrołęckiego. Nie była jednak częścią Generalnego Gubernatorstwa, jedynie miastem peryferyjnym III Rzeszy, podlegającym pod utworzoną po klęsce wrześniowej jednostkę administracyjną o nazwie Rejencja ciechanowska wchodzącą w skład Prus Wschodnich. Niemcy rozpoczęli konfiskatę żywności, mebli, futer i metali. Ustalono rygorystyczne i poniżające wobec Polaków zasady. Żydom zamieszkującym Ostrołękę rozkazano opuścić ją w ciągu 2 godzin. Po przyjęciu delegacji żydowskiej przez landrata (starostę) termin przedłużono o 2 dni. Dzięki temu Żydzi opuścili Ostrołękę bezkrwawo. Większość z nich zginęła jednak później w Treblince i innych obozach zagłady. Jednak część z nich przetrwała, założyli nawet organizację ziomkowską Organisation of Immigrants from Ostroleka in Israel.
Kościoły i szkoły polskie były zamieniane na magazyny, warsztaty i fabryki. Wkrótce też zaczęły powstawać grupy konspiracyjne. Największą z nich była komórka Komendy Obrońców Polski, na której czele stał dr Adam Kukliński. Reżim nazistowski w Ostrołęce skończył się 6 września 1944 r. Po dwudniowych walkach Niemcy opuścili miasto. Do Ostrołęki wkroczyły oddziały Armii Czerwonej pod dowództwem gen. Aleksandra Gorbatowa. Niemcy wycofali się na prawy brzeg Narwi i stamtąd przez 5 miesięcy ostrzeliwali miasto. Wobec tej sytuacji ludność cywilna została ewakuowana jeszcze we wrześniu. Wróciła do miasta dopiero w styczniu 1945 r., kiedy front się oddalił. W wyniku II wojny światowej zniszczenia Ostrołęki były wielkie, ale nie aż tak duże, jak po I wojnie.
19 września Ostrołęka stała się miastem powiatowym w województwie warszawskim.

## Ostrołęka w czasach PRL

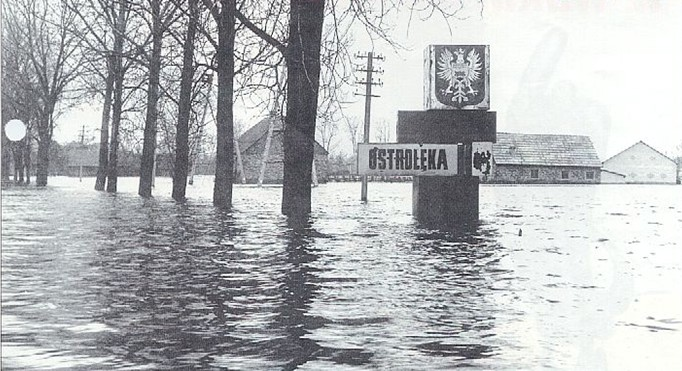
Powódź w 1979 r.

Ostrołęka bardzo powoli dźwigała się z ruin. Dopiero plan władz centralnych zmierzający do uprzemysłowienia Polski dał miastu szansę rozwoju. Ostrołęka stała się miastem centralnym podregionu warszawskiego. W 1959 r. powstały w zakłady celulozowo-papiernicze (obecnie Stora Enso – jeden z największych w Polsce producentów celulozy), wybudowano też oczyszczalnię ścieków. W 1961 r. uruchomiono budowę elektrowni, która jest w tej chwili jedną z ważniejszych w kraju. W 1973 r. powstał w Ostrołęce-Wojciechowicach zakład produkcji betonów komórkowych (obecnie „Xella”). W 1966 r. powstała mleczarnia, później proszkownia mleka, a w latach 70. Zakłady Mięsne (obecnie „Pekpol”). Powstały tu także państwowe zakłady wielobranżowe „Przyszłość” produkujące głównie artykuły drewniane. W latach 70. rozwinęła się również baza sportowa – zbudowano krytą pływalnię, stadion z widownią na 5 tysięcy osób, a także ośrodki wypoczynkowe nad Narwią. Powstał również szpital.
1 czerwca 1975 r., w związku ze zmianą podziału administracyjnego kraju z trzystopniowego na dwustopniowy Ostrołęka awansowała do rangi stolicy nowo powstałego województwa ostrołęckiego i pozostawała nią do końca roku 1998. Rozwój gospodarczy przyczynił się do napływu ludności do miasta. Okres wojewódzki zaznaczył się dużym, bo prawie dwukrotnym, przyrostem ludności (z około 28 tys. do około 55 tys.), znacznymi efektami w budownictwie mieszkaniowym, szczególnie wielorodzinnym, oraz rozwojem infrastruktury technicznej i społecznej, która zresztą i tak odbiegała od potrzeb mieszkańców.
Na początku kwietnia 1979 r. Ostrołękę nawiedziła ogromna powódź. Wody Narwi osiągnęły wówczas poziom 6 metrów. Na skutek tego przez jakiś czas zamknięte były drogi z Ostrołęki do Warszawy i Myszyńca. W walce z powodzią brali udział żołnierze, milicjanci, straż pożarna, a także mieszkańcy miasta. W związku z zaistniałą sytuacją z wizytą do Ostrołęki przybyli Edward Gierek, Piotr Jaroszewicz, a także ówczesny minister obrony narodowej Wojciech Jaruzelski.

## Ostrołęka w latach 90. XX w.

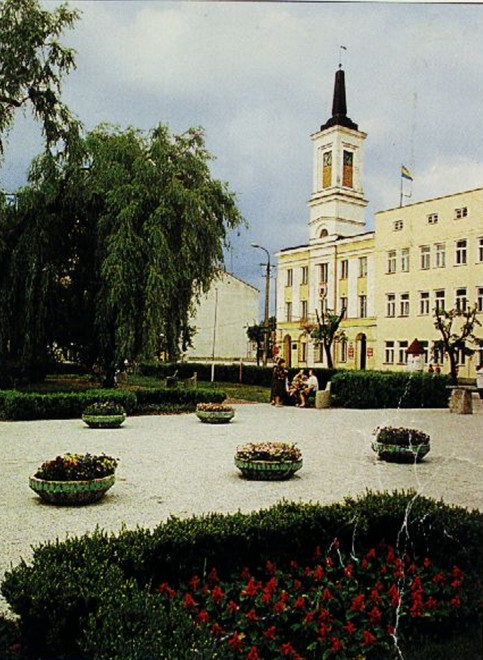
Ratusz w roku 1996

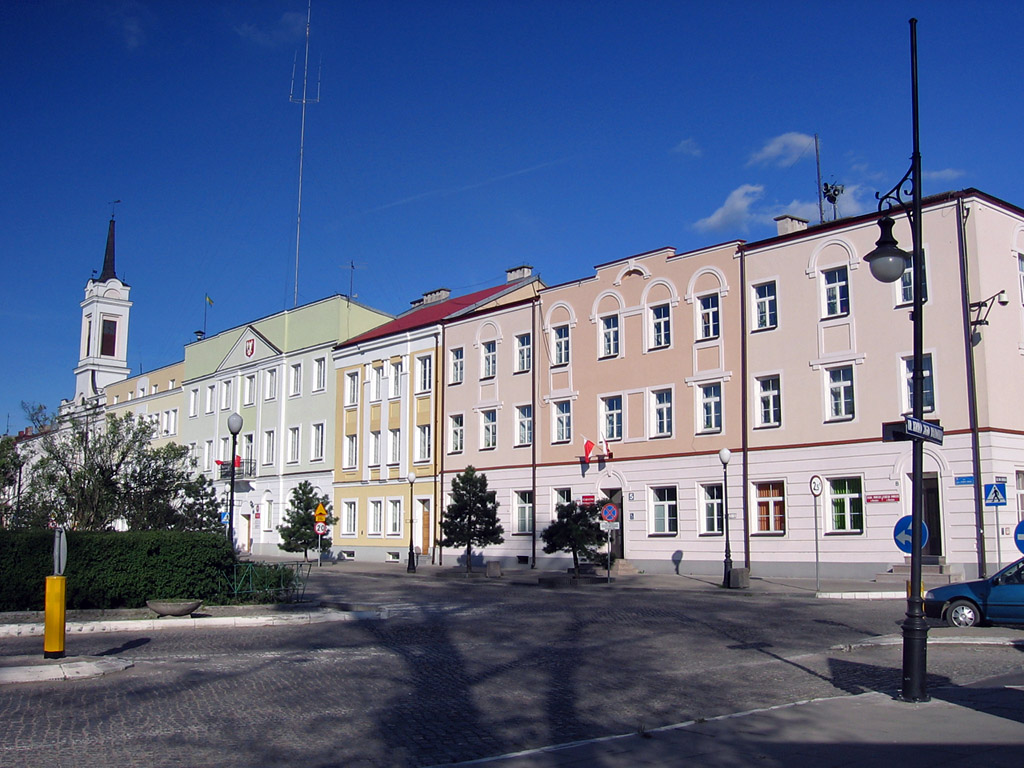
Ratusz w roku 2007

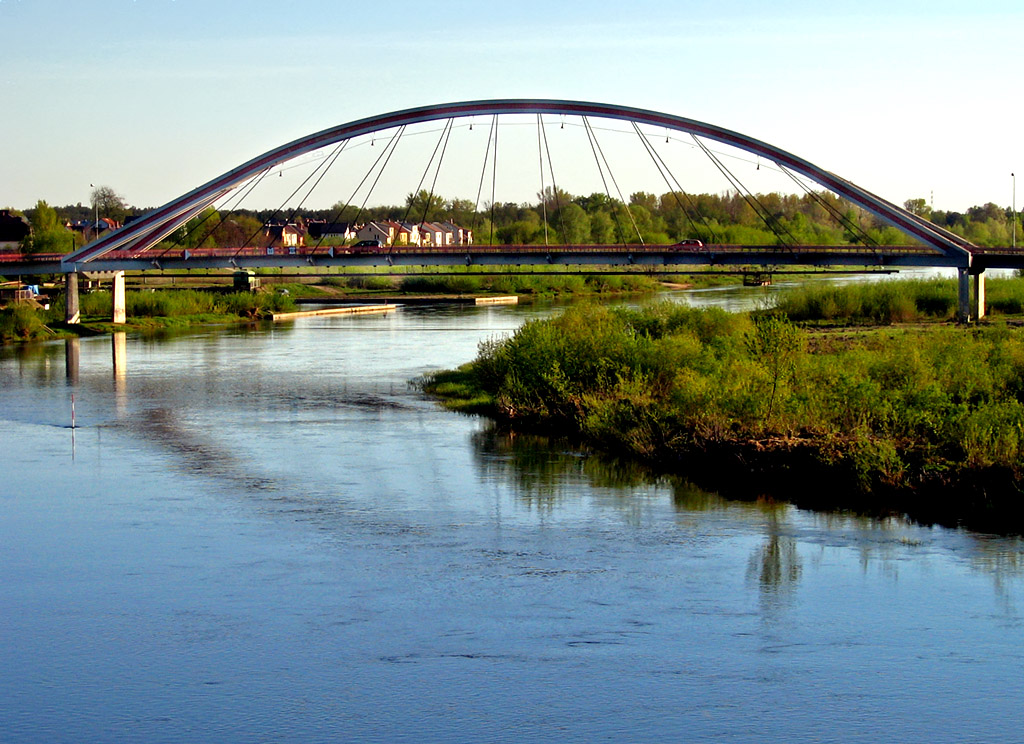
Most im. gen. Antoniego Madalińskiego

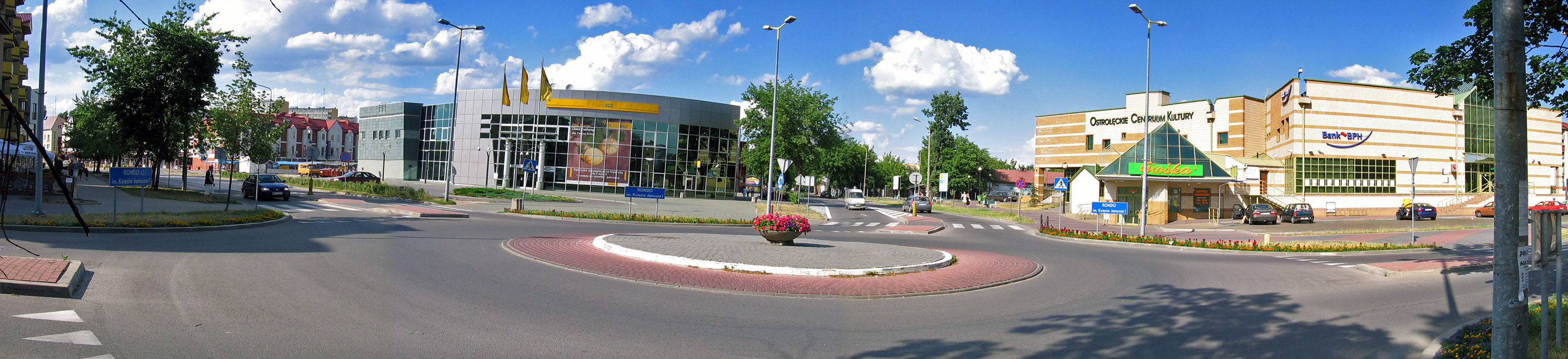
Rondo im. księcia Janusza

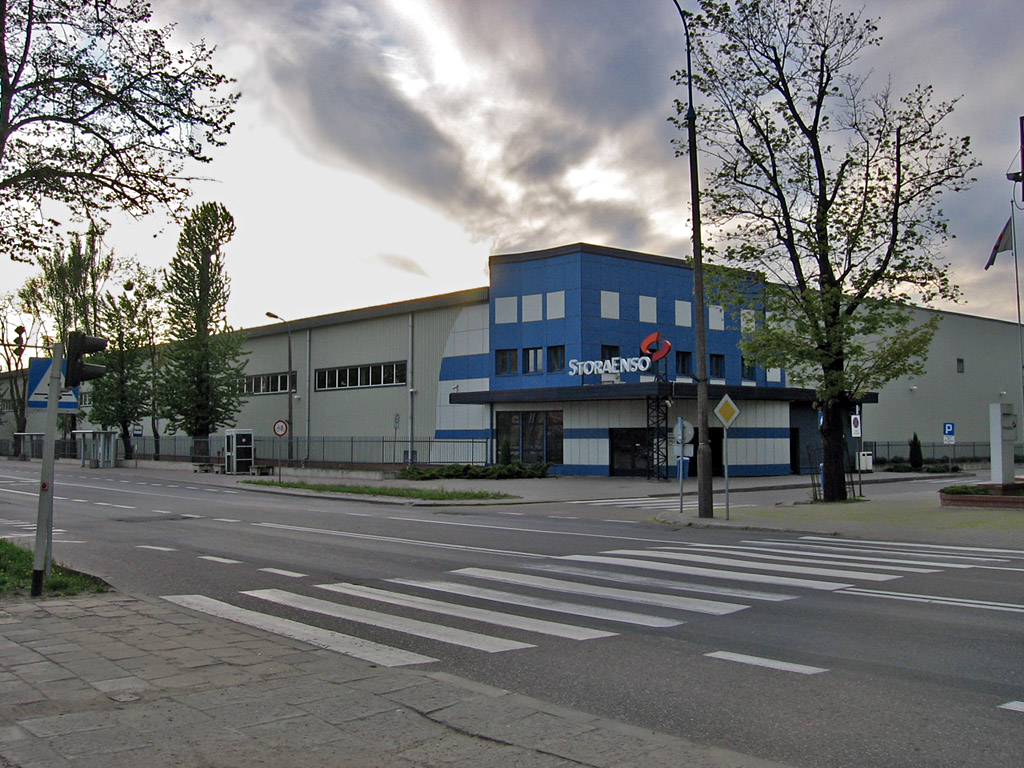
Siedziba StoraEnso Poland

Po 1989 r. nastąpiła w Ostrołęce transformacja gospodarcza oraz polityczno-społeczna. Na przełomie lat. 80. i 90. XX w. Ostrołęka było miastem wojewódzkim leżącym w samym centrum regionu, co dawało jej przewagę np. nad Wyszkowem czy Ostrowią Mazowiecką. Coraz więcej ludzi przyjeżdżało do Ostrołęki z okolicznych miejscowości w celu podjęcia pracy. Nastąpiło pełne zaopatrzenie mieszkańców w towary zarówno przemysłowe, jak i spożywcze.
Rok 1989 otworzył możliwości dla prywatnych przedsiębiorców. Rozwinął się przemysł budowlany. Powstały 3 duże pawilony handlowe i wiele innych prywatnych podmiotów gospodarczych. Pojawiły się nowe banki, supermarkety, stacje paliw, szkoły i uczelnie niepubliczne. Rozpoczęto budowę nowego szpitala, powstały nowe osiedla mieszkaniowe, rozwinęło się budownictwo jednorodzinne. Do użytku oddana została hala widowiskowo-sportowa (nazwana w 2006 r. imieniem Arkadiusza Gołasia), powstało Ostrołęckie Centrum Kultury.
W 1996 r. do użytku został oddany drugi most na Narwi im.gen. A. Madalińskiego – jest to jedna z niewielu tego typu konstrukcji w Polsce, wzorowany na moście Barqueta w Sewilli. Zbudowano nowe szkoły (m.in. SP nr 10, Zespół Szkół Ogólnokształcących nr 5). W latach 1997–2000 powstał nowy kościół – parafia pw. Zbawiciela Świata. Wybudowano i zmodernizowano wiele kilometrów dróg i chodników, powstały w mieście ronda, wybudowano również obwodnicę. Budynki mieszkalne otrzymały nowe, kolorowe elewacje.
W przeciągu ostatnich latach utworzono tzw. strefę rozwoju gospodarczego, gdzie na obszarze kilkunastu hektarów, wyposażonym w pełną infrastrukturę techniczną, stworzono dogodne warunki do prowadzenia działalności produkcyjnej i usługowej. W ramach strefy funkcjonuje już kilka firm, w tym „Lacroix-Opakowania” z kapitałem francuskim. W wyniku otwarcia obwodnicy miasta dostępne stały się kolejne tereny inwestycyjne.
Równocześnie pojawiły się pewne negatywne zjawiska, takie jak bezrobocie i zróżnicowanie poziomu życia mieszkańców, np. zakłady celulozowo-papiernicze zaczęły masowo zwalniać pracowników po prywatyzacji w czasie unowocześniania produkcji. Zbankrutowały zakłady „Przyszłość”, a zakład produkcji betonów komórkowych został sprywatyzowany (obecnie występuje pod nazwą „Xella”) i zwolnił kolejnych pracowników.
W 1999 roku, w wyniku kolejnej reformy administracyjnej kraju, miasto utraciło status wojewódzkiego i stało się miastem powiatowym grodzkim. Reaktywowano samorząd terytorialny (Rada Miejska, prezydent), który stał się autentycznym gospodarzem miasta. W 2002 r. odbyły się pierwsze powszechne wybory prezydenta miasta, w których zwyciężył Ryszard Załuska.

## Ostrołęka w XXI wieku
Dzisiejsza Ostrołęka liczy ok. 48 tys. mieszkańców. Młode pokolenie ostrołęczan kształci się w ośmiu szkołach podstawowych oraz w dziesięciu szkołach średnich. Na terenie miasta działają również Wyższa Szkoła Administracji Publicznej i oddziały innych szkół wyższych.
Wśród największych ostrołęckich przedsiębiorstw należy wymienić: ENERGA Elektrownie Ostrołęka SA, firmę Stora Enso Poland SA – wiodącego w Polsce producenta celulozy oraz opakowań z papieru i tektury, Xella Polska Sp z o.o. – producenta materiałów budowlanych oraz Zakład Produkcyjny w Ostrołęce Okręgowej Spółdzielni Mleczarskiej w Piątnicy.
Rozwojowi gospodarczemu miasta sprzyja fakt, że od 2007 r. obszar o powierzchni 86,1 ha w Ostrołęce – Wojciechowicach należy do Warmińsko-Mazurskiej Specjalnej Strefy Ekonomicznej.
W 2017 roku zmieniono nazwę ulicy Wiery Bielik i Tatiany Makarowej na ulicę Dywizjonu 303.
1 stycznia 2018 roku Ostrołęka poszerzyła swój obszar do 33,46 kilometrów kwadratowych w związku z planowaną budową nowej elektrowni węglowej. Odbyło się to kosztem pobliskiej Gminy Rzekuń (sołectw Ławy, Goworki i Nowa Wieś Wschodnia).